# تورتیلا فلت (فیلم)
تورتیلا فلت (انگلیسی: Tortilla Flat) فیلمی به کارگردانی ویکتور فلمینگ است که در سال ۱۹۴۲ منتشر شد.

## بازیگران
- اسپنسر تریسی
- هدی لامار
- جان گارفیلد
- فرانک مورگان
- آکیم تامیروف
- دونالد میک
- آلن جنکینس
- هنری اونیل
- جان کوالن
- شلدون لنرد
- امت ووگان